# Alberto Ghidoni
Alberto Ghidoni (Collio, 15 aprile 1962) è un allenatore di sci alpino ed ex sciatore alpino italiano.

## Biografia

### Carriera sciistica
Specialista delle prove veloci originario della Val Trompia, Ghidoni ottenne il primo piazzamento in Coppa del Mondo il 18 dicembre 1983 in Val Gardena in discesa libera (11º) e ai XIV Giochi olimpici invernali di Sarajevo 1984, sua unica presenza olimpica, si classificò 16º nella discesa libera e non concludendo lo slalom gigante. In Coppa del Mondo conquistò l'unico podio l'11 gennaio 1987 a Garmisch-Partenkirchen in supergigante, classificandosi 3º dietro al tedesco occidentale Markus Wasmeier e allo svizzero Pirmin Zurbriggen, e ottenne l'ultimo piazzamento il 15 marzo 1987 a Calgary nella medesima specialità (15º); si ritirò nel 1988 e il suo ultimo risultato agonistico fu la medaglia d'argento vinta nel supergigante ai Campionati italiani 1988.

### Carriera da allenatore
Dopo il ritiro, negli anni 1990 fu allenatore della forte squadra dei velocisti della nazionale italiana (detta Italjet); tornò a ricoprire il medesimo incarico a partire dalla stagione 2012-2013 e dalla stagione 2022-2023 segue personalmente Dominik Paris.

## Palmarès

### Coppa del Mondo
- Miglior piazzamento in classifica generale: 44º nel 1987
- 1 podio (in supergigante):
  - 1 terzo posto

### Coppa Europa
- Miglior piazzamento in classifica generale: 13º nel 1986

### Campionati italiani
- 3 medaglie[3][4][5][6][7]:
  - 1 oro (discesa libera nel 1985)
  - 2 argenti (discesa libera nel 1984; supergigante nel 1988)